# Stacey Bowley
Pour les articles homonymes, voir Bowley.
Stacey Bowley, née en 1976, est une nageuse sud-africaine.

## Carrière
Aux Jeux africains de 1999 à Johannesbourg, Stacey Bowley est médaillée d'or du 50 mètres nage libre et des relais 4 x 200 mètres nage libre et 4 x 100 mètres quatre nages, ainsi que médaillée d'argent du relais 4 x 100 mètres nage libre.